# Michael Steinbach
Michael Steinbach (født 3. september 1969 i Überlingen, Vesttyskland) er en tysk tidligere roer og olympisk guldvinder.
Steinbach roede i sin karriere primært dobbeltfirer og var med til at vinde VM-sølv for Vesttyskland i 1987. De følgende tre år var han U/23-roer for vesttyskerne, der gradvis blev bedre, idet de ved U/23-VM vandt bronze i 1988, sølv i 1989 og guld i 1990. Da han var blevet seniorroer, blev hans båd nummer fire ved VM i 1991, nu for det forenede Tyskland. Han var desuden med til at blive vestysk/tysk mester i 1989, 1991 og 1992.
Ved OL 1992 i Barcelona udgjorde han sammen med Andreas Hajek, Stephan Volkert og André Willms besætningen i den tyske dobbeltfirer. De vandt først deres indledende heat i ny olympisk rekordtid, hvorpå de også vandt deres semifinale. I finalen fortsatte tyskerne deres gode stime og forbedrede igen den olympiske rekord, så de vandt guldet sikkert foran Norge og Italien.
Steinbach indstillede sin karriere efter OL i 1992. Han er uddannet nationaløkonom og har bestredet en række lederjobs, primært inden for turisme. Han har også i en periode været selvstændig som konsulent i samme branche og har arrangeret træningslejre.

## OL-medaljer
- 1992:  Guld i dobbeltfirer